# Chặng đua MotoGP Úc 2023
Chặng đua MotoGP Úc 2023 là chặng đua thứ 16 của mùa giải đua xe MotoGP 2023. Chặng đua diễn ra từ ngày 20/10/2023 đến ngày 22/10/2023 ở trường đua Phillip Island, Úc.
Do thời tiết xấu nên cuộc đua Sprint race đã bị hủy. Cuộc đua chính thể thức MotoGP được dời sang ngày thứ Bảy, người giành được chiến thắng là Johann Zarco của đội đua Pramac Ducati. Đây là chiến thắng thể thức MotoGP đầu tiên trong sự nghiệp của Johann Zarco.
Sau chặng đua, Francesco Bagnaia dẫn đầu bảng xếp hạng tổng với 366 điểm.

## Kết quả phân hạng thể thức MotoGP
| Fastest session lap |

| Stt                | Số xe | Tay đua               | Xe      | Kết quả      | Kết quả  |
| Stt                | Số xe | Tay đua               | Xe      | Q1           | Q2       |
| ------------------ | ----- | --------------------- | ------- | ------------ | -------- |
| 1                  | 89    | Jorge Martín          | Ducati  | Vào thẳng Q2 | 1:27.246 |
| 2                  | 33    | Brad Binder           | KTM     | Vào thẳng Q2 | 1:27.662 |
| 3                  | 1     | Francesco Bagnaia     | Ducati  | 1:28.160     | 1:27.714 |
| 4                  | 41    | Aleix Espargaró       | Aprilia | Vào thẳng Q2 | 1:27.844 |
| 5                  | 5     | Johann Zarco          | Ducati  | Vào thẳng Q2 | 1:27.903 |
| 6                  | 49    | Fabio Di Giannantonio | Ducati  | Vào thẳng Q2 | 1:27.919 |
| 7                  | 93    | Marc Márquez          | Honda   | 1:28.237     | 1:28.012 |
| 8                  | 43    | Jack Miller           | KTM     | Vào thẳng Q2 | 1:28.074 |
| 9                  | 12    | Maverick Viñales      | Aprilia | Vào thẳng Q2 | 1:28.093 |
| 10                 | 72    | Marco Bezzecchi       | Ducati  | Vào thẳng Q2 | 1:28.121 |
| 11                 | 44    | Pol Espargaró         | KTM     | Vào thẳng Q2 | 1:28.234 |
| 12                 | 23    | Enea Bastianini       | Ducati  | Vào thẳng Q2 | 1:28.287 |
| 13                 | 73    | Álex Márquez          | Ducati  | 1:28.324     | N/A      |
| 14                 | 37    | Augusto Fernández     | KTM     | 1:28.435     | N/A      |
| 15                 | 25    | Raúl Fernández        | Aprilia | 1:28.607     | N/A      |
| 16                 | 36    | Joan Mir              | Honda   | 1:28.841     | N/A      |
| 17                 | 20    | Fabio Quartararo      | Yamaha  | 1:28.925     | N/A      |
| 18                 | 10    | Luca Marini           | Ducati  | 1:29.047     | N/A      |
| 19                 | 88    | Miguel Oliveira       | Aprilia | 1:29.182     | N/A      |
| 20                 | 21    | Franco Morbidelli     | Yamaha  | 1:29.419     | N/A      |
| 21                 | 30    | Takaaki Nakagami      | Honda   | 1:29.832     | N/A      |
| Kết quả chính thức |       |                       |         |              |          |

## Kết quả đua chính thể thức MotoGP
| Stt                                                   | Số xe | Tay đua               | Đội đua                      | Xe      | Lap | Kết quả         | Xuất phát | Điểm |
| ----------------------------------------------------- | ----- | --------------------- | ---------------------------- | ------- | --- | --------------- | --------- | ---- |
| 1                                                     | 5     | Johann Zarco          | Prima Pramac Racing          | Ducati  | 27  | 40:39.446       | 5         | 25   |
| 2                                                     | 1     | Francesco Bagnaia     | Ducati Lenovo Team           | Ducati  | 27  | +0.201          | 3         | 20   |
| 3                                                     | 49    | Fabio Di Giannantonio | Gresini Racing MotoGP        | Ducati  | 27  | +0.477          | 6         | 16   |
| 4                                                     | 33    | Brad Binder           | Red Bull KTM Factory Racing  | KTM     | 27  | +0.816          | 2         | 13   |
| 5                                                     | 89    | Jorge Martín          | Prima Pramac Racing          | Ducati  | 27  | +1.008          | 1         | 11   |
| 6                                                     | 72    | Marco Bezzecchi       | Mooney VR46 Racing Team      | Ducati  | 27  | +8.827          | 10        | 10   |
| 7                                                     | 43    | Jack Miller           | Red Bull KTM Factory Racing  | KTM     | 27  | +9.283          | 8         | 9    |
| 8                                                     | 41    | Aleix Espargaró       | Aprilia Racing               | Aprilia | 27  | +9.387          | 4         | 8    |
| 9                                                     | 73    | Álex Márquez          | Gresini Racing MotoGP        | Ducati  | 27  | +9.696          | 13        | 7    |
| 10                                                    | 23    | Enea Bastianini       | Ducati Lenovo Team           | Ducati  | 27  | +12.523         | 12        | 6    |
| 11                                                    | 12    | Maverick Viñales      | Aprilia Racing               | Aprilia | 27  | +13.992         | 9         | 5    |
| 12                                                    | 10    | Luca Marini           | Mooney VR46 Racing Team      | Ducati  | 27  | +17.078         | 18        | 4    |
| 13                                                    | 88    | Miguel Oliveira       | CryptoData RNF MotoGP Team   | Aprilia | 27  | +19.443         | 19        | 3    |
| 14                                                    | 20    | Fabio Quartararo      | Monster Energy Yamaha MotoGP | Yamaha  | 27  | +20.949         | 16        | 2    |
| 15                                                    | 93    | Marc Márquez          | Repsol Honda Team            | Honda   | 27  | +21.118         | 7         | 1    |
| 16                                                    | 25    | Raúl Fernández        | CryptoData RNF MotoGP Team   | Aprilia | 27  | +32.538         | 14        |      |
| 17                                                    | 21    | Franco Morbidelli     | Monster Energy Yamaha MotoGP | Yamaha  | 27  | +37.663         | 20        |      |
| 18                                                    | 44    | Pol Espargaró         | GasGas Factory Racing Tech3  | KTM     | 27  | +37.668         | 11        |      |
| 19                                                    | 30    | Takaaki Nakagami      | LCR Honda Idemitsu           | Honda   | 27  | +37.758         | 21        |      |
| Ret                                                   | 37    | Augusto Fernández     | GasGas Factory Racing Tech3  | KTM     | 12  | Tai nạn         | 17        |      |
| Ret                                                   | 36    | Joan Mir              | Repsol Honda Team            | Honda   | 10  | Tai nạn         | 15        |      |
| DNS                                                   | 42    | Álex Rins             | LCR Honda Castrol            | Honda   |     | Không đua chính |           |      |
| Fastest lap: Jorge Martín (Ducati) – 1:28.823 (lap 3) |       |                       |                              |         |     |                 |           |      |
| Kết quả chính thức                                    |       |                       |                              |         |     |                 |           |      |

- Álex Rins bị đau chân trái đã quyết định rút tên khỏi danh sách thi đấu.[6]

## Bảng xếp hạng sau chặng đua
|   | Stt | Tay đua           | Điểm |
| - | --- | ----------------- | ---- |
|   | 1   | Francesco Bagnaia | 366  |
|   | 2   | Jorge Martín      | 339  |
|   | 3   | Marco Bezzecchi   | 293  |
|   | 4   | Brad Binder       | 224  |
| 2 | 5   | Johann Zarco      | 187  |

|  | Stt | Xưởng đua | Điểm |
|  | --- | --------- | ---- |
|  | 1   | Ducati    | 552  |
|  | 2   | KTM       | 296  |
|  | 3   | Aprilia   | 274  |
|  | 4   | Yamaha    | 154  |
|  | 5   | Honda     | 150  |

|  | Stt | Đội đua                     | Điểm |
|  | --- | --------------------------- | ---- |
|  | 1   | Prima Pramac Racing         | 526  |
|  | 2   | Mooney VR46 Racing Team     | 441  |
|  | 3   | Ducati Lenovo Team          | 418  |
|  | 4   | Red Bull KTM Factory Racing | 368  |
|  | 5   | Aprilia Racing              | 355  |